# 赫拉茲丹河
39°59′25″N 44°27′10″E / 39.99028°N 44.45278°E

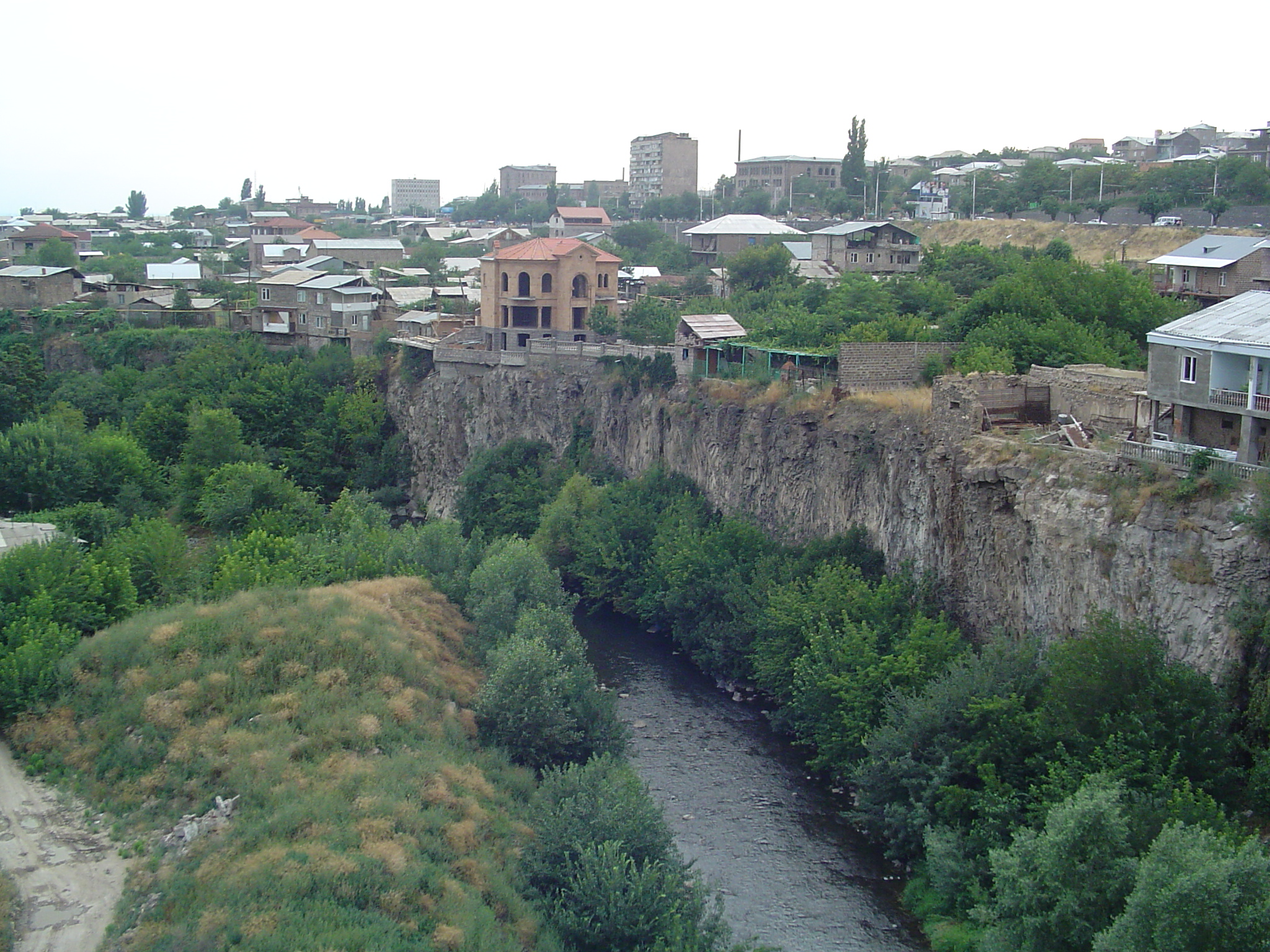

赫拉茲丹河，是亞美尼亞的河流，是阿拉斯河的左支流，河道全長141公里，流域面積2,560平方公里，發源自塞凡湖，河畔城鎮有埃里溫、塞凡和赫拉茲丹。